# Pat Neshek
Patrick John Neshek (né le 4 septembre 1980 à Madison, Wisconsin, États-Unis) est un ancien lanceur de relève droitier de la Ligue majeure de baseball. 

## Carrière

### Twins du Minnesota

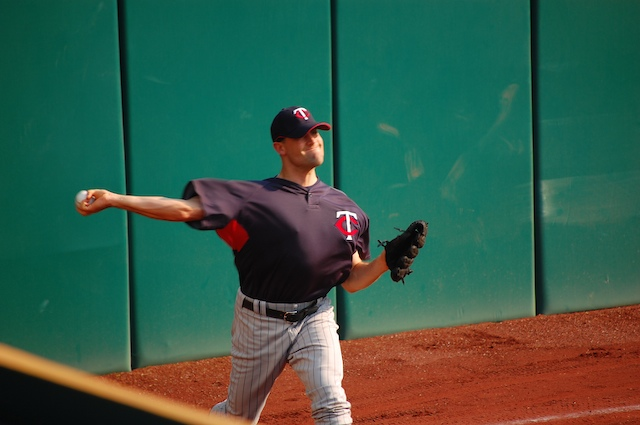
Pat Neshek dans l'enclos de relève des Twins en 2007.

Après des études secondaires à la Park Center High School de Brooklyn Park (Minnesota), Pat Neshek est repêché le 2 juin 1999 par les Twins du Minnesota. Il repousse l'offre et suit des études supérieures à Butler University où il porte les couleurs des Butler Bulldogs.
Neshek rejoint les rangs professionnels après la séance de repêchage amateur du 4 juin 2002 au cours de laquelle il est sélectionné par les Twins du Minnesota. Il passe quatre saisons en ligues mineures avant d'effectuer ses débuts en Ligue majeure le 7 juillet 2006.
Il manque la totalité de la saison 2009 après avoir subi une opération de type Tommy John le 18 novembre 2008.
Il tente un retour en 2010 et passe la majorité de la saison avec le club-école de Rochester pour retrouver la forme. Il fait 11 apparitions au monticule pour les Twins durant la saison 2010, lançant seulement neuf manches. Il encaisse la défaite à sa seule décision et affiche une moyenne de points mérités de 5,00.
En 4 ans chez les Twins, entre 2006 et 2010, Neshek effectue 132 présences au monticule et lance 129 manches et deux tiers. Il affiche une moyenne de points mérités de 3,05 avec 151 retraits sur des prises, 11 victoires et 6 défaites.

### Padres de San Diego
Le 20 mars 2011, Neshek est réclamé au ballottage par les Padres de San Diego. Il effectue 25 sorties en relève pour les Padres en 2011, lançant 24 manches et deux tiers. Avec une victoire et une défaite, sa moyenne de points mérités est de 4,01. Il retire 20 adversaires sur des prises mais accorde aussi 22 buts-sur-balles.

### Athletics d'Oakland

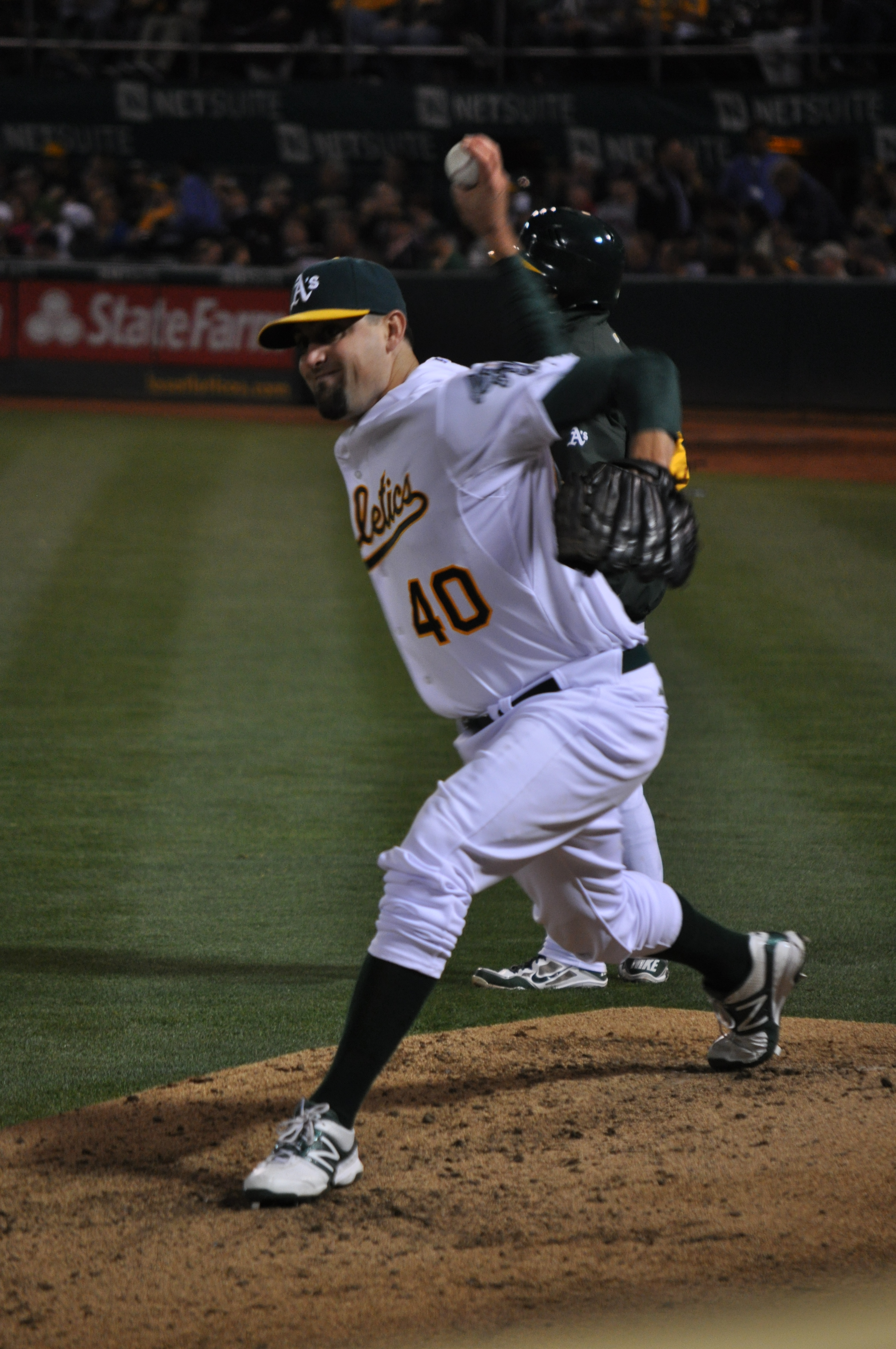
Pat Neshek en 2012 avec les A's d'Oakland.

Neshek signe un contrat des ligues mineures avec les Orioles de Baltimore le 30 janvier 2012. Assigné aux Tides de Norfolk dans les ligues mineures, il n'obtient pas la chance de jouer pour les Orioles et son contrat est vendu le 3 août 2012 aux Athletics d'Oakland. En fin de saison 2012, Neshek aide les A's à enlever le titre de la division Ouest de la Ligue américaine. Il n'accorde que 3 points mérités en 19 manches et deux tiers lancées lors de 24 sorties en relève, pour une moyenne de 1,37 avec deux victoires et une défaite. En éliminatoires, il lance deux tiers de manche sans donner de point ni de coup sûr aux Tigers de Détroit dans la Série de divisions entre les deux clubs.
En 2013, il aide de nouveau les A's à termine en tête de leur division alors qu'il maintient une moyenne de points mérités de 3,35 en 40 manches et un tiers lancées lors de 45 matchs joués. Il remporte deux victoires contre un revers.

### Cardinals de Saint-Louis

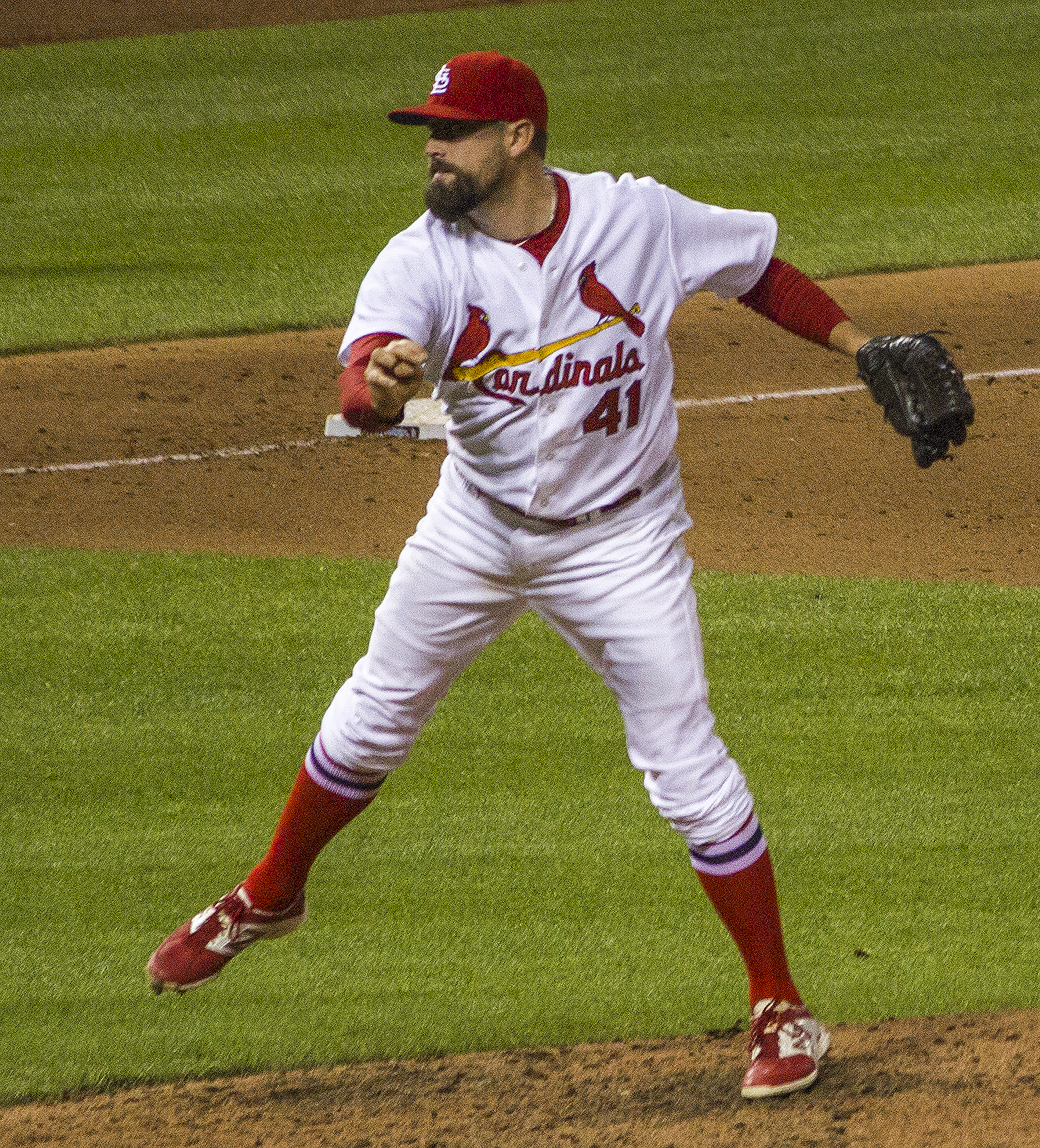
Neshek en 2014 avec les Cardinals.

Le 6 février 2014, Neshek signe un contrat des ligues mineures avec les Cardinals de Saint-Louis.
Neshek est invité à participer au match des étoiles 2014. C'est la première fois qu'il reçoit un tel honneur. Après que son coéquipier Adam Wainwright eut accordé les 3 premiers points marqués par les étoiles de la Ligue américaine, Neshek accorde deux points en 5e manche et est le lanceur perdant de ce match perdu 5-3 par l'élite de la Ligue nationale.
Neshek remporte 7 victoires contre deux défaites, protège 6 victoires et maintient une brillante moyenne de points mérités de 1,87 en 71 matchs joués et 67 manches et un tiers lancées en 2014. Il n'accorde que deux points sur 3 coups sûrs et retire 6 frappeurs sur des prises en 7 manches et deux tiers lancées dans les éliminatoires, et est le lanceur perdant du seul match remporté par les Dodgers de Los Angeles sur les Cardinals dans la Série de divisions entre les deux clubs.

### Astros de Houston
Le 12 décembre 2014, Neshek signe un contrat de 12,5 millions de dollars pour deux saisons avec les Astros de Houston.

### Phillies de Philadelphie
Les Astros l'échangent aux Phillies de Philadelphie le 4 novembre 2016.

### Rockies du Colorado
Le 26 juillet 2017, les Phillies de Philadelphie échangent Pat Neshek aux Rockies du Colorado contre trois joueurs de ligues mineures : les lanceurs droitiers J. D. Hammer et Alejandro Requena et le joueur d'arrêt-court José Gómez.

### Retour à Philadelphie
Le 15 décembre 2017, Neshek retourne chez les Phillies de Philadelphie, avec qui il signe un contrat de 16 millions de dollars pour deux ans

## Vie personnelle
Pat Neshek et sa compagne, Stephanee, ont un fils, Hoyt, né en 2014. En octobre 2012, leur premier enfant, un garçon prénommé Gehrig, meurt subitement à peine 23 heures après sa naissance.

## Statistiques
| Saison | Équipe    | G   | GS | CG | SHO | V  | D | SV | IP    | SO  | ERA  |
| ------ | --------- | --- | -- | -- | --- | -- | - | -- | ----- | --- | ---- |
| 2006   | Minnesota | 32  | 0  | 0  | 0   | 4  | 2 | 0  | 37.0  | 53  | 2,19 |
| 2007   | Minnesota | 74  | 0  | 0  | 0   | 7  | 2 | 0  | 70.1  | 74  | 2,94 |
| 2008   | Minnesota | 15  | 0  | 0  | 0   | 0  | 1 | 0  | 13.1  | 15  | 4,72 |
| 2010   | Minnesota | 11  | 0  | 0  | 0   | 0  | 1 | 0  | 9.0   | 9   | 5,00 |
| Totaux | Totaux    | 132 | 0  | 0  | 0   | 11 | 6 | 0  | 129.2 | 151 | 3,05 |

| Saison | Équipe    | G | GS | CG | SHO | V | D | SV | IP  | SO | ERA  |
| ------ | --------- | - | -- | -- | --- | - | - | -- | --- | -- | ---- |
| 2006   | Minnesota | 2 | 0  | 0  | 0   | 0 | 1 | 0  | 1.0 | 1  | 9,00 |
| Totaux | Totaux    | 2 | 0  | 0  | 0   | 0 | 1 | 0  | 1.0 | 1  | 9,00 |

Note: G = Matches joués ; GS = Matches comme lanceur partant ; CG = Matches complets ; SHO = Blanchissages ; 
V = Victoires ; D = Défaites ; SV = Sauvetages ; IP = Manches lancées ; SO = retraits sur des prises ; ERA = Moyenne de points mérités.